# Aurelio Candian
Aurelio Candian (Barcellona Pozzo di Gotto, 20 aprile 1890 – Milano, 1971) è stato un giurista italiano.

## Biografia
Dopo aver conseguito la laurea in Giurisprudenza si è dedicato all'insegnamento, prima presso l'Università degli Studi di Pavia e poi presso quella di Milano dove ha poi occupato la carica di preside della Facoltà di Giurisprudenza e di rettore nel settembre 1943, in un delicato periodo di transizione.
Oltre all'attività accademica ha scritto una serie di trattati giuridici nell'arco di oltre trent'anni.
Era il nonno del giurista Aurelio Donato Candian.

## Opere
- La prova della proprietà da parte della moglie del fallito, Vallardi, Milano, 1914
- Lezioni di diritto commerciale, Padova, 1928
- Saggi di diritto, vol. I, CEDAM, Padova, 1931
- Il processo di fallimento, CEDAM, Padova, 1934
- Saggi di diritto, vol. II, CEDAM, Padova, 1935
- Il processo di concordato preventivo, CEDAM, Padova, 1937
- Il progetto definitivo del nuovo codice commerciale. Osservazioni e proposte, 1940
- Liquidazioni coatte amministrative, Milano 1940
- Nullità e annullabilità di delibere di assemblea delle società per azioni, Milano 1942
- E adesso, per dove? Parole ai miei allievi, Giuffré, Milano, 1945
- Nozioni istituzionali di diritto privato, Milano 1945
- Saggi di diritto, vol. III, Milano 1949
- Nozioni istituzionali di diritto privato, Istituto editoriale Cisalpino, 1953
- Il diritto d'autore nel sistema giuridico, Milano 1953
- Intorno alla alienazione di azioni con clausola di gradimento, Milano 1955
- Saggi di diritto, vol. IV, Milano 1956
- Saggi di diritto, vol. V, Milano 1959